# Mew
Mew — музыкальная группа из Дании, исполняющая музыку в жанре альтернативного рока и инди-рока. Состоит из Йонаса Бьерре, Бо Мэдсена  и Силаса Утке Граэ Йоргенсена. Басист Йохан Волерт был также одним из основателей группы, но ушел из состава в 2006-м году.

## История
Датская инди-рок-группа Mew была создана в 1994 году четырьмя школьниками Йонасом Бьёрре, Бо Мадсеном, Йоханом Волертом и Силасом Йоргенсеном в пригороде Копенгагена, Хеллерупе. Вдохновлённые творчеством инди-групп My Bloody Valentine, Pixies и Dinosaur Jr., в 1997 году они записали дебютный альбом A Triumph For Man, который выпустили тиражом всего в 200 копий. Пластинку раскупили в два счёта, а о Mew заговорили в прессе, как о подающей надежды группе.
Кое-как укрепившись на датской инди-сцене, в 2000 году Mew выпускают второй альбом Half The World Is Watching Me, возносящих их до статуса главной рок-группы Дании. Стиль группы несколько видоизменился, хотя главная «фишка» — высокий голос Йонаса Бьёрре и тексты на тему ночных кошмаров, осталась неизменной. Если первый альбом — это инди-рок в чистом виде, то во втором присутствуют элементы танцевального диско (Mica) и традиционных скандинавских мелодий (Saliva, King Christian).
Третий альбом Frengers вышел в свет в 2003 году. И хотя две трети песен были уже знакомы слушателям по предыдущему релизу, он был не похож на своего предшественника. Более утяжелённый саунд вкупе с манерой исполнения вокалиста даёт право называть Mew настоящей инди-группой. Альбом оказался прорывным. Синглы Am I Wry? No, She Came Home For Christmas, Comforting Sounds и 156 вихрем влетели в европейские чарты. Клипы стали ротироваться на ТВ.
Ещё больший успех принёс следующий релиз — And The Glass Handed Kites и предваряющий его сингл Special с видеоклипом на него. Несмотря на успех, эта пластинка — самая экспериментальная из всех. Её особенность заключается в том, что песни сливаются одна с другой, образуя единое целое, можно даже назвать её инди-оперой. Кроме Special вышли ещё два сингла — Why Are You Looking Grave и The Zookeeper’s Boy. В 2006 году вышел первый DVD группы — Live In Copenhagen, европейское издание первого альбома A Triumph For Man с бонус-CD, а сама группа посетила Россию, отыграв полуторачасовой концерт в московском клубе 35mm. Также в этом году группу покинул бессменный басист Йохан Волерт. Не найдя ему достойную замену, Mew продолжили свою творческую и концертную деятельность в формате трио. Годом позже был переиздан второй альбом Half The World Is watching Me, также включающий в себя бонус-CD.
В 2009 году команда выпустила новый альбом No more stories Are told today I'm sorry They washed away No more stories The world is grey I'm tired Let's wash away, получивший спорные отзывы критики и публики.
В ноябре 2010 года группой выпущен сборник лучших песен Eggs Are Funny, помимо хитов содержащий новый трек Do You Love It?.
14 июня 2014 года Йохан Волерт вернулся в состав Mew.
Новый альбом Mew "+ -" (Plus Minus) появился в iTunes 27 апреля 2015 года.
1 июля 2015 года стало известно о временном уходе из группы Бо Мадсена.

## Состав
- Йонас Бьерре (Jonas Bjerre)
- Бо Мадсен (Bo Madsen)
- Силас Йоргансен (Silas Utke Graae Jørgensen)
- Йохан Волерт (Johan Wohlert)

## Дискография
- A Triumph for Man (1997)
- Half the World Is Watching Me (2000)
- Frengers (2003)
- And the Glass Handed Kites (2005)
- No more stories Are told today I'm sorry They washed away No more stories The world is grey I'm tired Let's wash away (2009)
- Eggs Are Funny (compilation album) (2010)
- + - 'Plus Minus' (2015)[1]

## Синглы
| Год  | Сингл                             | Позиция в чарте | Позиция в чарте | Позиция в чарте | Позиция в чарте | Позиция в чарте | Альбом                        |
| Год  | Сингл                             | DEN             | FIN             | NOR             | SWE             | UK              | Альбом                        |
| ---- | --------------------------------- | --------------- | --------------- | --------------- | --------------- | --------------- | ----------------------------- |
| 1997 | "She Came Home for Christmas" [a] | —               | —               | —               | —               | 55              | A Triumph for Man             |
| 2000 | "King Christian"                  | —               | —               | —               | —               | —               | Half the World Is Watching Me |
| 2000 | "Her Voice Is Beyond Her Years"   | —               | —               | —               | —               | —               | Half the World Is Watching Me |
| 2000 | "Mica"                            | —               | —               | —               | —               | —               | Half the World Is Watching Me |
| 2000 | "Am I Wry? No" [b]                | —               | —               | 16              | —               | 47              | Half the World Is Watching Me |
| 2003 | "Comforting Sounds"               | —               | —               | —               | —               | 48              | Frengers                      |
| 2003 | "156"                             | —               | —               | —               | 11              | —               | Frengers                      |
| 2005 | "Apocalypso"                      | —               | —               | —               | —               | 75              | And the Glass Handed Kites    |
| 2005 | "Special"                         | —               | —               | —               | —               | 46              | And the Glass Handed Kites    |
| 2006 | "Why Are You Looking Grave?"      | 20              | —               | —               | —               | 53              | And the Glass Handed Kites    |
| 2006 | "The Zookeeper's Boy"             | —               | —               | 13              | —               | 80              | And the Glass Handed Kites    |
| 2009 | "Introducing Palace Players" [c]  | —               | —               | —               | —               | —               | No More Stories...            |
| 2009 | "Repeaterbeater"                  | —               | —               | —               | —               | —               | No More Stories...            |
| 2010 | "Beach" [c]                       | —               | —               | —               | —               | —               | No More Stories...            |

Notes
- a^ Re-released in 2000, 2002 and 2003. Peaked at No. 76 on the UK Singles Chart in 2002.
- b^ Re-released in 2003. Peaked at No. 137 on UK Singles Chart on its first release.
- c^ Released as music download only

### Другие песни
| Year | Single                                  | Album             |
| ---- | --------------------------------------- | ----------------- |
| 2000 | I Should Have Been a Tsin-Tsi (For You) | A Triumph for Man |